# Fußball-Europameisterschaft 2012/England
Dieser Artikel behandelt die englische Fußballnationalmannschaft bei der Europameisterschaft 2012 in Polen und der Ukraine.
England konnte sich, nachdem die Qualifikation 2008 verpasst wurde, wieder qualifizieren und nahm zum achten Mal teil.

## Qualifikation
England absolvierte die Qualifikation zur Europameisterschaft in der Qualifikationsgruppe G, einer von drei „Fünfer-Gruppen“.

### Spiele
| Datum      | Spielort                            | Gastgeber  | Gast       | Ergebnis  | Torschützen                                                                |
| ---------- | ----------------------------------- | ---------- | ---------- | --------- | -------------------------------------------------------------------------- |
| 03.09.2010 | London Wembley-Stadion              | England    | Bulgarien  | 4:0 (1:0) | 1:0, 2:0, 4:0 Defoe (3., 61., 86.), 3:0 Johnson (83.)                      |
| 07.09.2010 | Basel St. Jakob-Park                | Montenegro | England    | 1:3 (0:1) | 0:1 Rooney (10.), 0:2 Johnson (69.), 1:2, Shaqiri (71.), 1:3 Bent (88.)    |
| 12.10.2010 | London Wembley-Stadion              | England    | Montenegro | 0:0       |                                                                            |
| 26.03.2011 | Cardiff Millennium Stadium          | Wales      | England    | 0:2 (0:2) | 0:1 Lampard (7./E), 0:2 Bent (15.)                                         |
| 04.06.2011 | London Wembley-Stadion              | England    | Montenegro | 2:2 (1:2) | 0:1, 0:2 Barnetta (32., 35.), 1:2 Lampard (37./E), 2:2 Young (51.)         |
| 02.09.2011 | Sofia Wassil-Lewski-Nationalstadion | Bulgarien  | England    | 0:3 (0:3) | 0:1 Cahill (13.), 0:2, 0:3 Rooney (21., 45.+1.)                            |
| 06.09.2011 | London Wembley-Stadion              | England    | Wales      | 1:0 (1:0) | 1:0 Young (35.)                                                            |
| 07.10.2011 | Podgorica Stadion Podgorica         | Montenegro | England    | 2:2 (1:2) | 0:1 Young (11.) 0:2 Bent (31.), 1:2 Zverotić (45.), 2:2 Delibašić (90.+1.) |

Beste Torschützen mit je drei Toren waren Darren Bent, Jermain Defoe (alle im ersten Spiel), Wayne Rooney und Ashley Young.

### Tabelle
| Pl. | Land       | Sp. | S | U | N | Tore    | Punkte |
| --- | ---------- | --- | - | - | - | ------- | ------ |
| 1.  | England    | 8   | 5 | 3 | 0 | 017:500 | 18     |
| 2.  | Montenegro | 8   | 3 | 3 | 2 | 007:700 | 12     |
| 3.  | Schweiz    | 8   | 3 | 2 | 3 | 012:100 | 11     |
| 4.  | Wales      | 8   | 3 | 0 | 5 | 006:100 | 09     |
| 5.  | Bulgarien  | 8   | 1 | 2 | 5 | 003:130 | 05     |

## Vorbereitung
Vor der EM fanden noch zwei Testspiele statt: Am 26. Mai in Oslo gegen Norwegen (1:0, Torschütze Ashley Young) und am 2. Juni in London gegen Belgien (1:0, Torschütze Danny Welbeck).

## Spiele Englands

### EM-Vorrunde
Bei der Auslosung wurden die Engländer der Gruppe D zugelost, für die Gastgeber Ukraine als Gruppenkopf gesetzt war. Ferner wurden Frankreich und Schweden zugelost. Gegen alle Gruppengegner hat England eine insgesamt positive Bilanz. Bei Europameisterschaften war die Bilanz gegen Frankreich und Schweden aber negativ (1 Remis, 1 Niederlage, 1:2 Tore bzw. 1 Niederlage, 1:2 Tore). Gegen die Ukraine, die erstmals an einer Endrunde teilnahm, gab es dagegen zuvor noch keine Spiele bei einer EM. Vor der EM gewann England gegen Schweden am 15. November 2011 mit 1:0. Das letzte Spiel gegen Frankreich vor der EM wurde am 17. November 2010 mit 1:2 in London verloren. Das letzte Spiel vor der EM gegen die Ukraine wurde am 10. Oktober 2009 im Rahmen der Qualifikation für die WM 2010 mit 0:1 verloren.
Vorrundengruppe D:
Alle Spiele fanden in der Ukraine statt.
| Pl.                                                                             | Land       | Sp. | S | U | N | Tore    | Diff. | Punkte |
| ------------------------------------------------------------------------------- | ---------- | --- | - | - | - | ------- | ----- | ------ |
| 1.                                                                              | England    | 3   | 2 | 1 | 0 | 005:300 | +2    | 07     |
| 2.                                                                              | Frankreich | 3   | 1 | 1 | 1 | 003:300 | ±0    | 04     |
| 3.                                                                              | Ukraine    | 3   | 1 | 0 | 2 | 002:400 | −2    | 03     |
| 4.                                                                              | Schweden   | 3   | 1 | 0 | 2 | 005:500 | ±0    | 03     |
| Für die Platzierung 3 und 4 ist der direkte Vergleich maßgeblich (siehe Modus). |            |     |   |   |   |         |       |        |

|                                                            |   |         |           |
| Mo., 11. Juni 2012 um 19:00 Uhr in Donezk (18:00 Uhr MESZ) |   |         |           |
| Frankreich                                                 | – | England | 1:1 (1:1) |
| Fr., 15. Juni 2012 um 22:00 Uhr in Kiew (21:00 Uhr MESZ)   |   |         |           |
| Schweden                                                   | – | England | 2:3 (0:1) |
| Di., 19. Juni 2012 um 21:45 Uhr in Donezk (20:45 Uhr MESZ) |   |         |           |
| England                                                    | – | Ukraine | 1:0 (0:0) |

### K.-o.-Runde
Erstmals nach 1996 konnte England wieder als Gruppensieger das Viertelfinale erreichen und traf dort auf Italien, den Zweiten der Gruppe C. Beide spielten davor 22-mal gegeneinander, bei sieben englischen Siegen, sechs Remis und neun Niederlagen. Nur einmal trafen beide in einem Platzierungsspiel aufeinander, im Spiel um Platz drei bei der WM 1990, das England mit 1:2 verlor. Bei einer EM trafen beide nur 1980 in der Gruppenphase aufeinander, wobei England mit 0:1 verlor. Das bis zu diesem Zeitpunkt letzte Spiel zwischen beiden fand am 27. März 2002 in Leeds statt und endete 1:2.
|                                                          |   |         |                      |
| So., 24. Juni 2012 um 21:45 Uhr in Kiew (20:45 Uhr MESZ) |   |         |                      |
| England                                                  | – | Italien | 0:0 n. V., 2:4 i. E. |

## Kader
Am 16. Mai nominierte der neue Teammanager Roy Hodgson den Kader. Neun Tage später strich er den ursprünglich als dritten Torhüter einberufenen John Ruddy aufgrund eines erlittenen Fingerbruchs und ersetzte ihn durch Jack Butland.
Erfahrenste Spieler waren Ashley Cole, Steven Gerrard, Frank Lampard, Wayne Rooney und John Terry die auch 2004 schon eingesetzt wurden. Bis zur Nominierung ohne Länderspieleinsätze waren der bereits genannte Torhüter Jack Butland und Mittelfeldspieler Alex Oxlade-Chamberlain. Als mögliche Nachrücker wurden noch Phil Jagielka (Everton), Jordan Henderson (Liverpool), Adam Johnson (Manchester City) und Daniel Sturridge (Chelsea) benannt.  Phil Jagielka wurde dann auch für den verletzten Gareth Barry nachnominiert. Der englische Kader ist der einzige, in dem nur Spieler aus der heimischen Liga stehen. Am 31. Mai wurde der Ausfall von Frank Lampard aufgrund einer Oberschenkelverletzung bekannt gegeben, der durch Jordan Henderson ersetzt wird. Am 3. Juni wurde Martin Kelly für Gary Cahill nachnominiert, da Cahill im Testspiel gegen Belgien am 2. Juni einen doppelten Kieferbruch erlitt.
Als einziger Spieler aus dem Kader wurde Ersatztorhüter Butland in den Kader des Team GB für die Olympischen Spiele in London berufen, wo er als jüngster Spieler des Kaders in allen vier Spielen zum Einsatz kam.
| Trikot- Nr. | Name                    | Verein            | Geburts- datum | Länderspiel- einsätze | Länderspiel- tore | Debüt         | EM-Spiele          | Sp.      | Tore     | Rot      | G/R      | Gelb     |
| Torhüter    | Torhüter                | Torhüter          | Torhüter       | Torhüter              | Torhüter          | Torhüter      | Torhüter           | Torhüter | Torhüter | Torhüter | Torhüter | Torhüter |
| ----------- | ----------------------- | ----------------- | -------------- | --------------------- | ----------------- | ------------- | ------------------ | -------- | -------- | -------- | -------- | -------- |
| 23          | Jack Butland            | Birmingham City   | 10. März 1993  | 0                     | 0                 |               |                    |          |          |          |          |          |
| 13          | Robert Green            | West Ham United   | 18. Jan. 1980  | 12                    | 0                 | 31. Mai 2005  |                    |          |          |          |          |          |
| 1           | Joe Hart                | Manchester City   | 19. Apr. 1987  | 22                    | 0                 | 1. Juni 2008  |                    | 4        |          |          |          |          |
| Abwehr      |                         |                   |                |                       |                   |               |                    |          |          |          |          |          |
| 12          | Leighton Baines         | FC Everton        | 11. Dez. 1984  | 8                     | 0                 | 3. März 2010  |                    |          |          |          |          |          |
| 5           | Martin Kelly            | FC Liverpool      | 27. Apr. 1990  | 1                     | 0                 | 26. Mai 2012  |                    |          |          |          |          |          |
| 3           | Ashley Cole             | FC Chelsea        | 20. Dez. 1980  | 98                    | 0                 | 28. März 2001 | 4 (2004)           | 4        |          |          |          | 1        |
| 2           | Glen Johnson            | FC Liverpool      | 23. Aug. 1984  | 40                    | 1                 | 16. Nov. 2003 |                    | 4        |          |          |          |          |
| 14          | Phil Jones              | Manchester United | 21. Feb. 1992  | 5                     | 0                 | 7. Okt. 2011  |                    |          |          |          |          |          |
| 15          | Joleon Lescott          | Manchester City   | 16. Aug. 1982  | 20                    | 1                 | 13. Okt. 2007 |                    | 4        | 1        |          |          |          |
| 6           | John Terry              | FC Chelsea        | 7. Dez. 1980   | 77                    | 6                 | 3. Juni 2003  | 3 (2004)           | 4        |          |          |          |          |
| Mittelfeld  |                         |                   |                |                       |                   |               |                    |          |          |          |          |          |
| 19          | Stewart Downing         | FC Liverpool      | 22. Juli 1984  | 34                    | 0                 | 9. Feb. 2005  |                    |          |          |          |          |          |
| 4           | Steven Gerrard          | FC Liverpool      | 30. Mai 1980   | 96                    | 19                | 31. Mai 2000  | 1 (2000), 4 (2004) | 4        |          |          |          | 1        |
| 8           | Jordan Henderson        | FC Liverpool      | 17. Juni 1990  | 5                     | 0                 | 17. Nov. 2010 |                    | 2        |          |          |          |          |
| 18          | Phil Jagielka           | FC Everton        | 17. Aug. 1982  | 12                    | 0                 | 1. Juni 2008  |                    |          |          |          |          |          |
| 16          | James Milner            | Manchester City   | 4. Jan. 1986   | 30                    | 0                 | 12. Aug. 2009 |                    | 4        |          |          |          | 1        |
| 20          | Alex Oxlade-Chamberlain | FC Arsenal        | 15. Aug. 1993  | 5                     | 0                 | 26. Mai 2012  |                    | 3        |          |          |          | 1        |
| 17          | Scott Parker            | Tottenham Hotspur | 13. Okt. 1980  | 17                    | 0                 | 16. Nov. 2003 |                    | 4        |          |          |          |          |
| 7           | Theo Walcott            | FC Arsenal        | 16. März 1989  | 28                    | 4                 | 30. Mai 2006  |                    | 4        | 1        |          |          |          |
| 11          | Ashley Young            | Manchester United | 9. Juli 1985   | 25                    | 6                 | 16. Nov. 2007 |                    | 4        |          |          |          | 1        |
| Angriff     |                         |                   |                |                       |                   |               |                    |          |          |          |          |          |
| 9           | Andy Carroll            | FC Liverpool      | 6. Jan. 1989   | 7                     | 2                 | 17. Nov. 2010 |                    | 3        | 1        |          |          |          |
| 21          | Jermain Defoe           | Tottenham Hotspur | 7. Okt. 1982   | 48                    | 15                | 31. März 2004 |                    | 1        |          |          |          |          |
| 10          | Wayne Rooney            | Manchester United | 24. Okt. 1985  | 76                    | 29                | 12. Feb. 2003 | 4 (2004)           | 2        | 1        |          |          |          |
| 22          | Danny Welbeck           | Manchester United | 26. Nov. 1990  | 6                     | 2                 | 29. März 2011 |                    | 4        | 1        |          |          |          |
| Trainer     |                         |                   |                |                       |                   |               |                    |          |          |          |          |          |
|             | Roy Hodgson             |                   | 9. Aug. 1947   |                       |                   | 1. Mai 2012   |                    | 4        |          |          |          |          |

1. ↑  Stand: Vor Beginn der EM-Endrunde
2. ↑  Wayne Rooney war für die ersten beiden Spiele gesperrt.

Stand: 24. Juni 2012 (nach dem Spiel gegen Italien)

## Auszeichnungen
Als einziger Spieler der englischen Mannschaft wurde Steven Gerrard ins UEFA-All-Star-Team der 23 besten Spieler des Turniers gewählt.